# Материнска школа
Материнска школа или Информаторијум материнске школе (чешки Informatorium školy mateřské) је дело чешког педагога Јана Амоса Коменског написано 1632. године у коме он износи своје погледе на васпитање деце од рођења до шесте године живота. Ово је прво дело у историји педагогије посвећено предшколском васпитању. Коменски предлаже по једну врсту школе за сваки период развоја човека, па тако у материнској школи (која се заправо одвија у оквиру сваке породице) дете треба да научи основне представе о свету, да стекне навике и осећај за морал, као и да добије основе религије. Информаторијум материнске школе је у виду приручника тј. водича за одрасле како треба поступати с децом до пре поласка у школу.